# Rufus (actor)
Rufus (19 de diciembre de 1942) o Zio Vittorio es el nombre artístico del actor de nacionalidad francesa e italiana Jacques Narcy. Es conocido por su papel como Raphaël, padre de Amélie Poulain en Amélie (2001).

## Carrera
Después de pasar tres años en la escuela de medicina, se convirtió en gerente de un teatro.
Ha aparecido en numerosas producciones y series de televisión francesas, además de la mayoría de las películas dirigidas por Jean-Pierre Jeunet. Tuvo un papel protagónico en Train de vie (1998), una galardonada tragicomedia sobre el Holocausto.

## Vida personal
Vive en Neauphle-le-Château en el département Yvelines, tiene tres hijos; su hija Zoé Narcy y su hijo Basile Narcy también son actores.

## Filmografía
| Año     | Título                                            | Rol                               | Director                           | Notas                                                      |
| ------- | ------------------------------------------------- | --------------------------------- | ---------------------------------- | ---------------------------------------------------------- |
| 1967    | Les encerclés                                     | Christian Gion                    |                                    |                                                            |
| 1969    | Mr. Freedom                                       | Freddie Fric                      | William Klein                      |                                                            |
| 1969    | Erotissimo                                        | El contador                       | Gérard Pirès                       |                                                            |
| 1969    | Les patates                                       | Larobesse                         | Claude Autant-Lara                 |                                                            |
| 1969    | L'américain                                       | Corbeau                           | Marcel Bozzuffi                    |                                                            |
| 1969    | Week-end surprise                                 | Georges Dumoulin                  | Cortometraje                       |                                                            |
| 1969    | La montre                                         | Peter Kassovitz                   | Cortometraje                       |                                                            |
| 1969    | Léonce et Léna                                    | Valerio                           | Guy Lessertisseur                  | Telefilme                                                  |
| 1969    | Laure                                             | Ferdinand                         | Moshé Mizrahi                      | Serie de televisión                                        |
| 1970    | Safety Catch                                      | Asistente del fotógafo            | Yves Boisset                       |                                                            |
| 1970    | The Cop                                           | Raymond Aulnay                    | Yves Boisset (2)                   |                                                            |
| 1970    | Promise at Dawn                                   | Violinista                        | Jules Dassin                       |                                                            |
| 1970    | Donkey Skin                                       | Jacques Demy                      |                                    |                                                            |
| 1970    | Les saintes chéries                               | Sautarel                          | Jean Becker                        | Serie de televisión (3 episodios)                          |
| 1970    | Rendez-vous à Badenberg                           | ZZ 22                             | Jean-Michel Meurice                | Serie de televisión (10 episodios)                         |
| 1971    | The Wedding Ring                                  | El criador de las palomas         | Christian de Chalonge              |                                                            |
| 1971    | Fantasia Among the Squares                        | Wesson                            | Gérard Pirès (2)                   |                                                            |
| 1971    | L'amour c'est gai, l'amour c'est triste           | Jean-Daniel Pollet                |                                    |                                                            |
| 1971    | Laisse aller... c'est une valse                   | Míster Ferglough                  | Georges Lautner                    |                                                            |
| 1971    | Un aller simple                                   | Tom Mills                         | José Giovanni                      |                                                            |
| 1971    | Valparaiso, Valparaiso                            | El feo                            | Pascal Aubier                      |                                                            |
| 1971    | Aussi loin que l'amour                            | El barman                         | Frédéric Rossif                    |                                                            |
| 1971    | Où est passé Tom?                                 | Tom Coupar                        | José Giovanni (2)                  |                                                            |
| 1972    | Les camisards                                     | Jacques Combassous                | René Allio                         |                                                            |
| 1973    | La vie facile                                     | El sacerdote                      | Francis Warin                      |                                                            |
| 1973    | The Edifying and Joyous Story of Colinot          | Gagnepain                         | Nina Companeez                     |                                                            |
| 1973    | L'école sauvage                                   |                                   | Costa Natsis y Adam Pianko         |                                                            |
| 1973    | Une belle journée                                 | Jean-Charles Tacchella            | Cortometraje                       |                                                            |
| 1973    | Poof                                              | Poof                              | Lazare Iglesis                     | Telefilme                                                  |
| 1974    | Un nuage entre les dents                          | El perro del hombre               | Marco Pico                         |                                                            |
| 1974    | Mariage                                           | Henri Thierry                     | Claude Lelouch                     |                                                            |
| 1974    | Nouvelles de Henry James                          | Monsieur Pemberton                | Luc Béraud                         | Serie de televisión (1 episodio)                           |
| 1975    | Au long de rivière Fango                          | Jérémie                           | Sotha                              |                                                            |
| 1975    | Lily quiéreme (Lily aime-moi)                     | Claude                            | Maurice Dugowson                   |                                                            |
| 1975    | Trop c'est trop                                   | El policía                        | Didier Kaminka                     |                                                            |
| 1975    | Le chant du départ                                | Michel                            | Pascal Aubier (2)                  |                                                            |
| 1975    | La adúltera                                       | Lucien                            | Roberto Bodegas                    |                                                            |
| 1976    | The Tenant                                        | Georges Badar                     | Roman Polanski                     |                                                            |
| 1976    | Un type comme moi ne devrait jamais mourir        | Repartidor                        | Michel Vianey                      |                                                            |
| 1976    | Jonah Who Will Be 25 in the Year 2000             | Mathieu Vernier                   | Alain Tanner                       |                                                            |
| 1977    | March or Die                                      | Sargento Triand                   | Dick Richards                      |                                                            |
| 1977    | Je veux mourir dans la patrie de Jean-Paul Sartre | Mosco Boucault                    | Cortometraje                       |                                                            |
| 1977    | Aller-retour                                      | El hombre                         | Monique Enckell                    | Cortometraje                                               |
| 1977    | Cinéma 16                                         | Bibi                              | Jacques Krier                      | Serie de televisión (1 episodio)                           |
| 1978    | Fire's Share                                      | Patrick Delbaut                   | Étienne Périer                     |                                                            |
| 1978    | Surprise Sock                                     | Antoine                           | Jean-François Davy                 |                                                            |
| 1979    | Ville à prendre                                   | Voz                               | Patrick Brunie                     |                                                            |
| 1979    | Zoo zéro                                          | Yves                              | Alain Fleischer                    |                                                            |
| 1979    | The Police War                                    | Le Garrec                         | Robin Davis                        |                                                            |
| 1980    | San Francisco                                     | Freddy Charles                    | Telefilme                          |                                                            |
| 1981    | La chanson du mal aimé                            | Guillaume Apollinaire             | Claude Weisz                       |                                                            |
| 1981    | Une pierre, un arbre, un nuage                    | Christine van de Putte            | Cortometraje                       |                                                            |
| 1982    | Xueiv                                             | Patrick Brunie (2)                |                                    |                                                            |
| 1982    | Otototoï                                          | Fonse                             | Richard Rein                       | Telefilme                                                  |
| 1983    | Itinéraire bis                                    | Cyprien                           | Christian Drillaud                 |                                                            |
| 1983    | Eréndira                                          | Fotógrafo                         | Ruy Guerra                         |                                                            |
| 1985    | Zahn um Zahn (1985)                               | Pierre Hacker                     | Hajo Gies                          |                                                            |
| 1985    | Série noire                                       | Léopold                           | José Giovanni (3)                  | Serie de televisión (1 episodio)                           |
| 1986    | Exploits of a Young Don Juan                      | El monje                          | Gianfranco Mingozzi                |                                                            |
| 1987    | Vera                                              | Béatrice Pollet                   |                                    |                                                            |
| 1987    | Ubac                                              | El jorobado                       | Jean-Pierre Grasset                |                                                            |
| 1987    | Poisons                                           | Louis Loiseau                     | Pierre Maillard                    |                                                            |
| 1987    | Keep Your Right Up                                | El policía                        | Jean-Luc Godard                    |                                                            |
| 1987    | Horoscope favorable                               | Christine Ehm                     | Cortometraje                       |                                                            |
| 1987    | Tatort                                            | Hacker                            | Hajo Gies (2)                      | Serie de televisión (1 episodio)                           |
| 1988    | Les deux cervelles                                | Pierre Baudry & Michaëla Watteaux | Cortometraje                       |                                                            |
| 1988    | Sueurs froides                                    | Jacques                           | Arnaud Sélignac                    | Serie de televisión (1 episodio)                           |
| 1988    | Les enquêtes du commissaire Maigret               | Inspector Fumel                   | Jean-Marie Coldefy                 | Serie de televisión (1 episodio)                           |
| 1989    | En attendant Godot                                | Vladimir                          | Walter D. Asmus                    | Telefilme                                                  |
| 1989    | Mary de Cork                                      | Jimmy                             | Robin Davis (2)                    | Telefilme                                                  |
| 1989    | Femme de papier                                   | Monsieur Courtois                 | Suzanne Schiffman                  | Telefilme                                                  |
| 1990    | L'Autrichienne                                    | Padre Girard                      | Pierre Granier-Deferre             |                                                            |
| 1990    | Promotion canapé                                  | Inspector de justicia             | Didier Kaminka (2)                 |                                                            |
| 1990    | Lacenaire                                         | Canler                            | Francis Girod                      |                                                            |
| 1990    | La goutte d'or                                    | Sigisbert                         | Marcel Bluwal                      | Telefilme                                                  |
| 1990    | Le gorille                                        | Camille Malemans                  | Jean Delannoy                      | Serie de televisión (1 episodio)                           |
| 1991    | Delicatessen                                      | Robert Kube                       | Marc Caro & Jean-Pierre Jeunet     |                                                            |
| 1991    | Ferbac                                            | Fernand Graucourt                 | Marc Rivière                       | Serie de televisión (1 episodio)                           |
| 1992    | Liebesreise                                       | Manol                             | Sylvia Hoffmann                    | Telefilme                                                  |
| 1992    | Coup de chance                                    | Dorta                             | Pierre Aknine                      | Telefilme                                                  |
| 1992    | Parfum de bébé                                    | Raymond                           | Serge Meynard                      | Telefilme                                                  |
| 1993    | La ballade d'un condamné                          | Anne-Laure Brénéol                | Cortometraje                       |                                                            |
| 1993    | Christinas Seitensprung                           | El psicoanalista                  | Oliver Storz                       | Telefilme                                                  |
| 1994    | Des feux mal éteints                              | Comandante Perleau                | Serge Moati                        |                                                            |
| 1994    | Joe & Marie                                       | Padre de Joe                      | Tania Stöcklin                     |                                                            |
| 1994    | Le mangeur de lune                                | Padre Simon                       | Dai Sijie                          |                                                            |
| 1994    | L'amour est un jeu d'enfant                       | Dorta                             | Pierre Grimblat                    | Telefilme                                                  |
| 1995    | Les Misérables                                    | Monsieur Thénardier               | Claude Lelouch (2)                 |                                                            |
| 1995    | The City of Lost Children                         | El policía                        | Marc Caro & Jean-Pierre Jeunet (2) |                                                            |
| 1995    | Le nid tombé de l'oiseau                          | Emile Savigneau                   | Alain Schwartzstein                | Telefilme                                                  |
| 1996    | J'ai échoué                                       | El bisabuelo                      | Philippe Donzelot                  | Cortometraje                                               |
| 1996    | Tendre piège                                      | Monsieur Gallibert                | Serge Moati (2)                    | Telefilme                                                  |
| 1996    | La guerre des moutons                             | Marcel                            | Rémy Burkel                        | Telefilme                                                  |
| 1996    | Crime à l'altimètre                               | Octave                            | José Giovanni (4)                  | Telefilme                                                  |
| 1996    | La comète                                         | Hurdy-Gurdy                       | Claude Santelli                    | Telefilme                                                  |
| 1996    | Strangers                                         | Dr. Hoskin                        | Arnaud Sélignac (2)                | Serie de televisión (1 episodio)                           |
| 1996    | Julie Lescaut                                     | Bellanger                         | Alain Bonnot                       | Serie de televisión (1 episodio)                           |
| 1997    | Metroland                                         | Henri                             | Philip Saville                     |                                                            |
| 1997    | C'est la tangente que je préfère                  | Un espectador                     | Charlotte Silvera                  |                                                            |
| 1997    | Les tourments de Miss Murphy                      | Voz                               | Jean-Noël Delamarre                | Cortometraje                                               |
| 1997    | Une soupe aux herbes sauvages                     | Joseph                            | Alain Bonnot (2)                   | Telefilme                                                  |
| 1997    | Inspecteur Moretti                                | Salengre                          | Gilles Béhat                       | Serie de televisión (1 episodio)                           |
| 1998    | Que la lumière soit                               | Chofer de Harper                  | Arthur Joffé                       |                                                            |
| 1998    | Le Radeau de la Méduse                            | Soldado músico                    | Iradj Azimi                        |                                                            |
| 1998    | Train of Life                                     | Mordechai                         | Radu Mihăileanu                    |                                                            |
| 1998    | Un mois de réflexion                              | Georges Galibert                  | Serge Moati (3)                    | Telefilme                                                  |
| 1998    | Le feu sous la glace                              | Albert Duparc                     | Françoise Decaux-Thomelet          | Telefilme                                                  |
| 1999    | De père en fils                                   | Serge                             | Jérôme Foulon                      | Telefilme                                                  |
| 1999    | Lazzaroni                                         | Oncle Victeur                     | Serge Moati (4)                    | TV Movie                                                   |
| 2000    | Carpe Diem                                        | Elisabeth Aubert Schlumberger     | Short                              |                                                            |
| 2001    | Amélie                                            | Raphaël Poulain                   | Jean-Pierre Jeunet (3)             | Nominado al Premio César por mejor actor de reparto        |
| 2001    | Mon père, il m'a sauvé la vie                     | Grinval                           | José Giovanni (5)                  |                                                            |
| 2002-04 | Juliette Lesage, médecine pour tous               | Murol                             | Christian François                 | Serie de televisión (3 episodios)                          |
| 2003    | Comme si de rien n'était                          | Edouard                           | Pierre-Olivier Mornas              |                                                            |
| 2003    | That Day                                          | Hubus                             | Raúl Ruiz                          |                                                            |
| 2003    | Entrusted                                         | Profesor Bergot                   | Giacomo Battiato                   | Telefilme                                                  |
| 2003    | Saint-Germain ou La négociation                   | Monsieur de Biron                 | Gérard Corbiau                     | Telefilme                                                  |
| 2003    | Hôtel des deux mondes                             | Mage Radjapour                    | Philippe Miquel                    | Telefilme                                                  |
| 2003    | Commissaire Meyer                                 | Comisionado François Meyer        | Michel Favart                      | Serie de televisión (1 episodio)                           |
| 2004    | Le grand rôle                                     | Monsieur Silberman                | Steve Suissa                       |                                                            |
| 2004    | À ton image                                       | El padre de Mathilde              | Aruna Villiers                     |                                                            |
| 2004    | Madame Édouard                                    | Valdès                            | Nadine Monfils                     |                                                            |
| 2004    | A Very Long Engagement                            | El bretón                         | Jean-Pierre Jeunet (4)             |                                                            |
| 2004    | Bonhomme de chemin                                | Oscar                             | Frédéric Mermoud                   | Telefilme                                                  |
| 2005    | Iznogoud                                          | El consejero                      | Patrick Braoudé                    |                                                            |
| 2006    | Du jour au lendemain                              | Cremer                            | Philippe Le Guay                   |                                                            |
| 2006    | Les aiguilles rouges                              | Marullaz                          | Jean-François Davy (2)             |                                                            |
| 2006    | Les irréductibles                                 | Edmond                            | Renaud Bertrand                    |                                                            |
| 2006    | Qui m'aime me suive                               | Jean-Pierre                       | Benoît Cohen                       |                                                            |
| 2006    | Les vauriens                                      | Fouchs                            | Dominique Ladoge                   | Telefilme                                                  |
| 2006    | La volière aux enfants                            | El obispo                         | Olivier Guignard                   | Telefilme                                                  |
| 2006    | Le Cri                                            | Monsieur Lesage                   | Hervé Baslé                        | Miniserie                                                  |
| 2007    | His Majesty Minor                                 | Rectus                            | Jean-Jacques Annaud                |                                                            |
| 2007    | Ma vie n'est pas une comédie romantique           | El padre de Thomas                | Marc Gibaja                        |                                                            |
| 2007    | Le sang noir                                      | Cripure                           | Peter Kassovitz (2)                | Telefilme Luchon International Film Festival - Mejor Actor |
| 2007    | Tragédie en direct                                | Paul                              | Marc Rivière (2)                   | Telefilme                                                  |
| 2008    | Mes stars et moi                                  | Victor                            | Laetitia Colombani                 |                                                            |
| 2008    | Myster Mocky présente                             | Varios                            | Jean-Pierre Mocky                  | Serie de televisión (1 episodio)                           |
| 2009    | King Guillaume                                    | King Cyril-John Delagny           | Pierre-François Martin-Laval       |                                                            |
| 2009    | Tricheuse                                         | Monsieur Paroquet                 | Jean-François Davy (3)             |                                                            |
| 2009    | Korkoro                                           | Fernand                           | Tony Gatlif                        |                                                            |
| 2009    | Adieu créature                                    | David Perrault                    | Cortometraje                       |                                                            |
| 2009    | La reine et le cardinal                           | Cardinal Richelieu                | Marc Rivière (3)                   | Telefilme                                                  |
| 2010    | Carnets de rêves                                  | El hombre                         | Baptiste Gourden                   | Cortometraje                                               |
| 2010    | Colombe                                           | La Surette                        | Dominique Thiel                    | Telefilme                                                  |
| 2010    | Colère                                            | Germain Bougron                   | Jean-Pierre Mocky (2)              | Telefilme                                                  |
| 2010    | Profilage                                         | Jacques Mirmont                   | Eric Summer                        | Serie de televisión (1 episodio)                           |
| 2011    | Crédit pour tous                                  | Pistille                          | Jean-Pierre Mocky (3)              |                                                            |
| 2011    | Les insomniaques                                  | El comisionado                    | Jean-Pierre Mocky (4)              |                                                            |
| 2011    | Je m'appelle Bernadette                           | Monseigneur Forcade               | Jean Sagols                        |                                                            |
| 2011    | La part des anges                                 | Emile                             | Sylvain Monod                      | Telefilme                                                  |
| 2011    | Le repaire de la vouivre                          | Édouard Pratt                     | Edwin Baily                        | Miniserie                                                  |
| 2011    | Le sang de la vigne                               | Jounenaze                         | Marc Rivière (4)                   | Serie de televisión (1 episodio)                           |
| 2012    | 10 jours en or                                    | Padre Clément Rozière             | Nicolas Brossette                  |                                                            |
| 2012    | Les parapluies migrateurs                         | Elios                             | Melanie Laleu                      | Short                                                      |
| 2012    | La larme du fantôme                               | El hombre                         | Florian Quittard                   | Cortometraje                                               |
| 2012    | Je retourne chez ma mère                          | Paul                              | Williams Crépin                    | Telefilme                                                  |
| 2013    | Pas très normales activités                       | Levantour                         | Maurice Barthélémy                 |                                                            |
| 2013    | Marius                                            | Piquoiseau                        | Daniel Auteuil                     |                                                            |
| 2013    | The Marchers                                      | François                          | Nabil Ben Yadir                    |                                                            |
| 2013    | À votre bon coeur mesdames                        | Doctor Andreausse                 | Jean-Pierre Mocky (5)              |                                                            |
| 2013    | Je veille sur vous                                | Jacques                           | Elodie Fiabane                     | Cortometraje                                               |
| 2013    | Passe le briquet à ton voisin                     | El pescador                       | Sachka Lelouch                     | Cortometraje                                               |
| 2013    | Through Blue Summer Nights                        | Jean                              | Nicolas Barth                      | Cortometraje                                               |
| 2013    | Chérif                                            | Monsieur Hurtince                 | Julien Zidi                        | Serie de televisión (1 episodio)                           |
| 2014    | Salaud, on t'aime                                 | Le Ruf                            | Claude Lelouch (3)                 |                                                            |
| 2014    | Soleils                                           | Voltaire                          | Olivier Delahaye & Dani Kouyaté    |                                                            |
| 2014    | La menace d'une rose                              | Q                                 | Thomas Lhermitte                   | Cortometraje                                               |
| 2014    | La déesse aux cent bras                           | Le Dantec                         | Sylvain Monod (2)                  | Telefilme                                                  |
| 2015    | Chant d'hiver                                     | Otar Iosseliani                   |                                    |                                                            |
| 2016    | The African Doctor                                | Jean                              | Julien Rambaldi                    |                                                            |
| 2017    | Chacun sa vie et son intime conviction            | El taxista                        | Claude Lelouch (4)                 |                                                            |
| 2017    | Knock                                             | El viejo Jules                    | Lorraine Lévy                      |                                                            |